# George Benson Hall (fils)
Pour les articles homonymes, voir George Benson Hall.
George Benson Hall, né en 1810 à Amherstburg et mort le 4 septembre 1876 à Beauport, est un homme d'affaires canadien. Il est l'un des plus importants marchands de bois du Canada au XIXe siècle.

## Biographie
Il est le fils de George Benson Hall (père), militaire et entrepreneur du Haut-Canada, et d'Angelica Fortier.
En 1843, il épouse Mary Jane Patterson, fille de Peter Patterson, propriétaire de la seigneurie de Beauport et important marchand de bois. Son mariage lui assure un emploi dans l'entreprise de son beau-père. À son décès, il hérite par sa femme de ce commerce florissant et qu'il continuera à faire prospérer. Sous sa direction, le moulin Hall de la chute Montmorency atteint un âge d'or grâce au Traité de réciprocité canado-américain. En 1876, son seul commerce permet de faire vivre environ 800 familles à Beauport.
Il est échevin au conseil municipal de Québec de 1853 à 1862.
Selon le journal québécois Morning Chronicle, Hall est « l'un des citoyens les plus éminents et les plus actifs de Québec [...] estimé surtout pour sa bienveillance et sa bonté ».
Il est inhumé le 7 septembre 1876 au cimetière Mount Hermon.